# Peso-leve

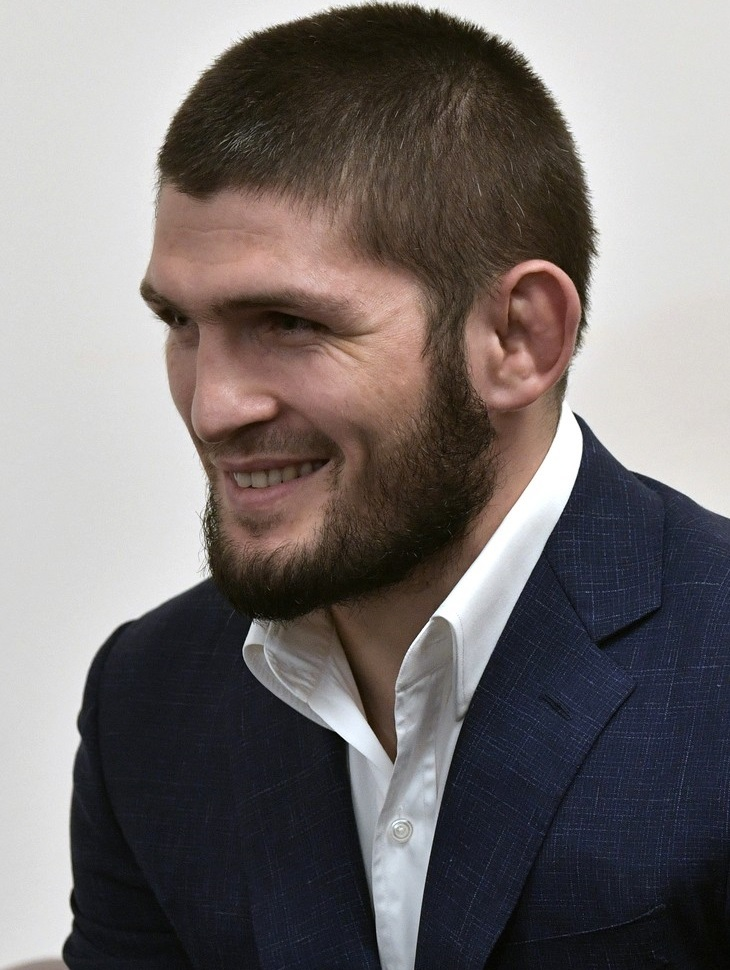
Khabib Nurmagomedov, melhor peso-leve da história do MMA.

Peso leve é uma categoria de competição de diversos esportes de luta, que reúne lutadores de pouco peso.
No boxe profissional, as quatro principais organizações do boxe internacional nominam peso leve a categoria que abarca lutadores que pesam entre 131 e 135 lb (61,2 kg).
Nos Jogos Olímpicos, Jogos Panamericanos e demais competições ligadas a Federação Internacional de Boxe Amador, utiliza-se a categorização por esta definida, para qual peso-leve abrange lutadores com até 60 kg.

## MMA
No MMA, de acordo com a classificação da UFC, considera-se peso leve, lutadores entre 145 e 155 libras (65,77 kg a 70,31 kg).

## Recordes da categoria
Recordes femininos
|                              | Nome             | Nação  | Evento                | Detalhes | Ref.  |
| ---------------------------- | ---------------- | ------ | --------------------- | -------- | ----- |
| Maior número de finalizações | Charles Oliveira | Brasil | UFC: Lee vs. Oliveira | 11       | [ 2 ] |

Nota: Charles tem mais oito finalizações na divisão peso-pena, detendo o recorde de maior número de finalizações peso-por-peso do UFC